# William Lambarde

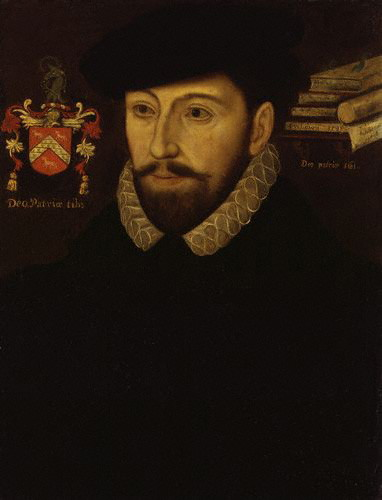
Un retrato de Lambarde del o hecho por un artista no identificado.

William Lambarde (18 de octubre de 1536 - 19 de agosto de 1601) fue un anticuario inglés, escritor sobre temas legales y político. Es especialmente recordado como el autor de A Perambulation of Kent (1576), la primera historia de un condado inglés; Eirenarcha (1581), un manual ampliamente leído sobre el cargo y rol del juez de paz; y Archeion (completado alrededor de 1591, aunque no se publicó hasta 1635), un discurso que buscaba rastrear las raíces anglosajonas del derecho común inglés, la prerrogativa y el gobierno.

## Primeros años, educación y carrera.
William Lambarde nació en Londres el 18 de octubre de 1536. Su padre, John Lambarde, era un comerciante de telas que sirvió tres veces como Maestro de la Worshipful Company of Drapers, un concejal y un sheriff de Londres. La Mansión de Westcombe en Greenwich, demolida en 1725, fue su hogar familiar.
En 1556, Lambarde fue admitido en Lincoln's Inn, donde estudió derecho. En 1568, alentado por Laurence Nowell, publicó una colección de leyes anglosajonas, Archaionomia, que fue impresa por John Day. En la introducción, reconoció la contribución de Nowell. Esta publicación incluyó un mapa en xilografía ("mapa de Lambardes") que representaba los siete reinos de la Inglaterra anglosajona, que se cree que es el primer mapa de cualquier tipo que se haya diseñado, impreso y publicado en Inglaterra, y que muy probablemente haya sido obra de Laurence Nowell.
En 1570, mientras Lambarde cortejaba a la hija de George Multon, completó su Perambulation of Kent, la primera historia de un condado inglés. Circulando en manuscrito antes de ser impreso en 1576, resultó ser muy popular y fue publicado en una segunda edición en 1596. Lambarde consideró escribir una obra similar para toda Gran Bretaña, pero dejó a un lado la idea cuando se enteró de que William Camden ya estaba trabajando en el mismo proyecto. El 11 de septiembre de 1570, a la edad de 33 años, Lambarde se casó con Jane Multon en su decimoséptimo cumpleaños. Ella falleció más tarde en 1573. Vivía entonces en la Mansión de St. Clere en Ightham. A la muerte de Laurence Nowell, heredó sus libros y manuscritos, que podrían haber incluido el manuscrito de Beowulf.
Es probable que Lambarde sirviera como Miembro del Parlamento por Aldborough en el Parlamento de 1563-1567. También fue un miembro destacado del Lincoln's Inn y juez de paz por Kent.
Lambarde fundó un albergue benéfico en East Greenwich en 1576. Fue nombrado Guardián de los Rollos por el Lord Canciller Sir Thomas Egerton en 1597, e Isabel I lo nombró Guardián de los Registros en la Torre en 1601. Falleció el 19 de agosto de ese mismo año. Poco antes de su muerte, tuvo una conversación con Isabel en la que ella comentó de manera oblicua sobre la Rebelión de Essex, diciendo "Soy Ricardo II, ¿no lo sabes?", y "esta tragedia se representó cuarenta veces en calles abiertas y casas". Sus palabras a menudo se interpretan como una referencia a Ricardo II de Shakespeare, una representación la cual fue encargada por los seguidores de Essex poco antes del levantamiento.

## Obra

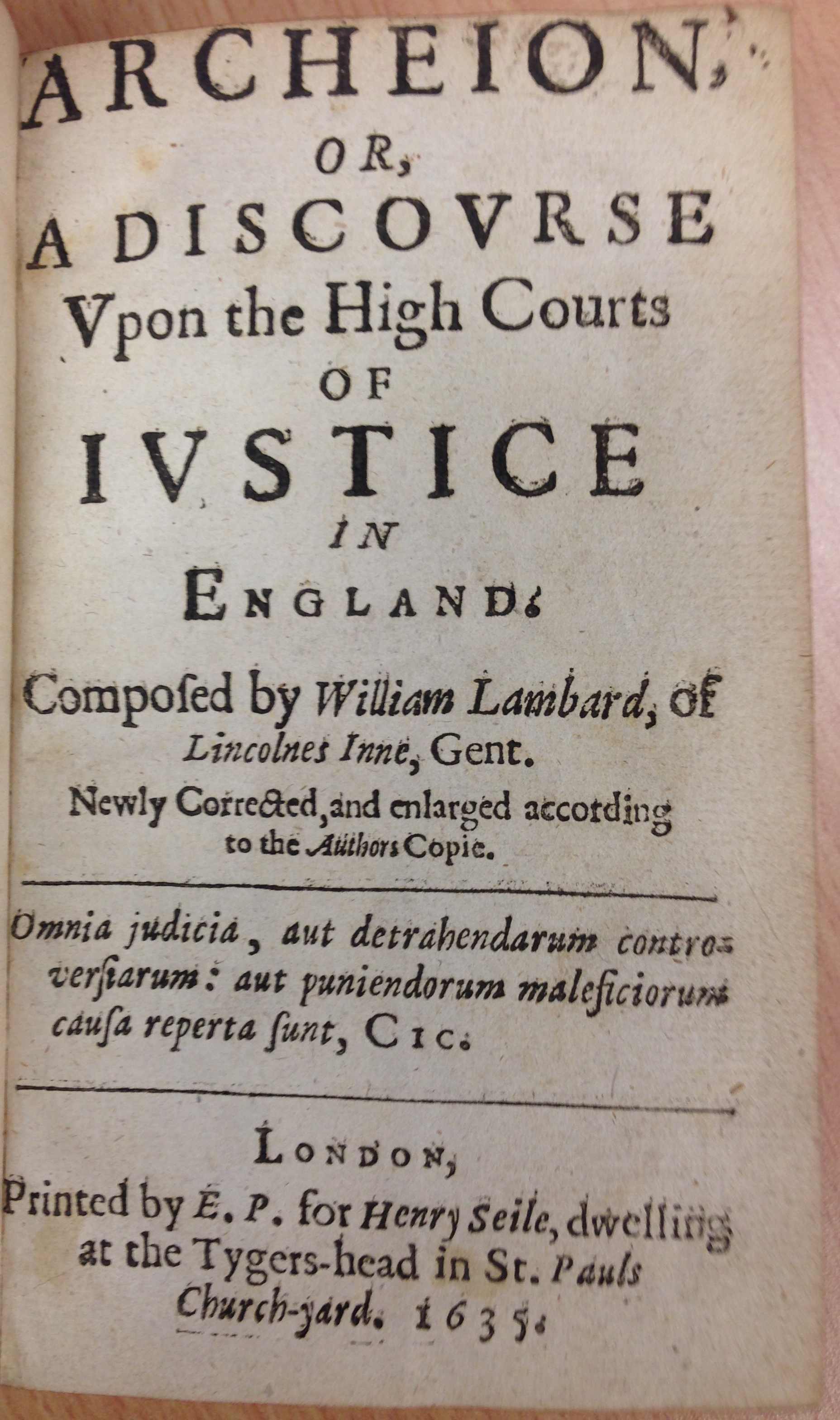
Portada de la primera edición autorizada del Archeion de Lambarde (1635).

Aparte de las obras ya mencionadas, Lambarde escribió Eirenarcha: O sobre la Oficina de los Jueces de Paz (1581), un manual que se convirtió en la obra estándar sobre el tema. Más tarde completó Archeion, o, Un Discurso sobre los Altos Tribunales de Justicia en Inglaterra en 1591, otra importante obra jurídica. El manuscrito circuló ampliamente, y una copia fue publicada sin consentimiento por el impresor Daniel Frere en 1635. En ese mismo año, el nieto de Lambarde publicó una edición autorizada de la obra para corregir ciertos errores en la versión de Frere. Hay un archivo de Lambarde en Drapers' Hall.

## Lectura adicional
- Alsop, J. D., «Lambarde, William (1536–1601)»,  (en inglés), Oxford Dictionary of National Biography, (requiere suscripción).
- Dunkel, Wilbur (1965). William Lambarde, Elizabethan Jurist, 1536–1601. New Brunswick: Rutgers University Press.
- Smith, George; Stephen, Leslie; Lee, eds. (1973), «Lambarde, William», Dictionary of National Biography: From the Earliest Times to 1900, Oxford: Oxford University Press, OCLC 3336495..
- Warnicke, Retha M. (1973), William Lambarde: Elizabethan Antiquary, 1536–1601, London: Phillimore, ISBN 978-0-85033-077-9..